# ایالت نیل بالایی مرکزی
ایالت نیل بالایی مرکزی (به لاتین: Central Upper Nile State) یک منطقهٔ مسکونی در سودان جنوبی است که در نیل بالایی بزرگ واقع شده‌است.